# Església de Sant Miquel de Fluvià
Església de Sant Miquel de Fluvià és una església del municipi de Sant Miquel de Fluvià (Alt Empordà) declarada bé cultural d'interès nacional.

## Descripció
L'església de Sant Miquel és un edifici aïllat que es troba al centre del poble. És un temple de planta basilical, amb tres naus amb un transsepte destacat dels murs laterals. La volta de la nau central és dividida en quatre crugies per tres arcs torals. Aquesta volta era de canó i els arcs que la sostenien eren de mig punt. Les estructures es conserven en la forma original únicament a l'extrem oriental de la nau. Només la crugia situada més a llevant manté encara la coberta de canó; a les tres restants aquesta coberta té forma apuntada. Les naus laterals tenen coberta de quart de cercle. Els arcs formers, de comunicació entre les naus, i els torals d'ambdues naus laterals arrenquen de pilastres rectangulars. Les naus laterals del temple es cobreixen en un nivell més baix que la central.
L'església ha patit diverses modificacions al llarg del temps, com podem veure en el cor gòtic i a la volta de la nau, que és apuntada a causa d'una reparació que s'hi va fer. La façana és un dels punts de l'església on més s'evidencien les reformes esmentades. La façana és un gran rectangle on no hi queden restes de la portalada romànica. Al centre hi ha la porta gòtico-renaixentista, d'arcs apuntats formats per estretes arquivoltes en degradació. Hi ha una llinda, i entre la llinda i les arquivoltes hi ha l'espai del timpà, que no presenta cap ornamentació. La llinda té la següent inscripció: SATIABOR CUM APPAREVIT GLORIA TUA / M.D.XXXII. A les mènsules situades a la base i a cada extrem de la llinda s'hi poden veure, en cada una d'elles, tres caps alats d'àngels. Les mènsules d'on surten els feixos d'arquivoltes dels arcs apuntats són decorades amb un cap alat i un animal fabulós: el del costat nord té el relleu erosionat; el de la banda oposada sosté un escut partit al qual hi veiem una estrella de vuit puntes a dalt i tres corones a baix. Més amunt de la porta hi ha un petit i senzill rosetó. A la part superior del mur hi ha un matacà del qual només en resten les carteles de sosteniment i alguns carreus. la façana es remata amb una cornisa incurvada. Les úniques obertures romàniques que manté la façana són dues finestres d'arc de mig punt, una a cada costat de la porta, que donen llum a les naus laterals. Sota la finestra esquerra hi ha una làpida sepulcral de l'any 1258. Tot el costat meridional de l'església dona a un pati, actualment de propietat particular, on sembla que hi havia hagut el claustre del monestir i altres dependències monàstiques. El claustre ha desaparegut del tot, només se'n conserven dos capitells a l'interior de l'església. Al mur lateral de la nau de migdia s'hi pot veure la porta que comunicava l'església amb el claustre, ara tapiada. Es tracta d'una porta de petites dimensions, d'un sol arc de mig punt fet amb petites dovelles, amb llinda i timpà. Al costat de la porta hi ha una finestra de doble biaix i arcs de mig punt.
El mur esquerre de l'església conserva a la part superior els merlets rectangulars, cadascun dels quals manté una petita sagetera.
El transsepte sobresurt dels murs laterals de les naus. L'ala de migdia del transsepte presenta tres finestres en cadascun dels murs exteriors, una de les quals tapiada.
El campanar, decorat amb decoració llombarda, s'aixeca vora el braç septentrional del creuer, separat a un metre de distància. Així doncs, és una construcció exempta que no s'adossa a l'església, tot i que avui no ho podem veure, ja que es construïren dos murs a cada costat del campanar que han fet desaparèixer el passadís entre el campanar i l'església. Al basament, el campanar posseeix tres llargues i estretes finestres de vessant a l'interior, d'arcs de mig punt, als murs de ponent, de tramuntana i de llevant. A migdia hi ha la porta, d'arc de punt rodó, que actualment comunica la torre amb l'esmentat passadís. El mur meridional presenta la particularitat de no posseir cap obertura als pisos superiors ni la decoració llombarda que assenyala llur separació. Al seu lloc hi ha un simple relleu horitzontal. Als altres murs hi ha dos finestrals a cada pis separats per una lesena o franja vertical. Sobre cada finestral hi ha quatre arcuacions llombardes i una rastellera de dents de serra. Les obertures del pis de baix són d'un sol arc de mig punt. Les dels altres dos pisos són geminades amb els dos arquets de mig punt, les columnes cilíndriques i els capitells de forma trapezial. Alguns capitells dels finestrals del segon pis presenten petits relleus decoratius a la cara que dona a l'exterior. Al remat superior fortificat hi ha merlets rectangulars i petites sageteres. Els matacans es troben al centre dels quatre murs i als angles nord-oest i nord-est.
La capçalera triabsidal és l'única part que presenta decoració llombarda. L'absis central combina elements pròpiament llombards amb l'escultura dels capitells de les finestres, dels arcs interiors, de les petites mènsules i de les cornises. Les dues absidioles presenten una decoració simple, sense elements esculpits, amb un parell d'arcuacions en cada un dels quatre espais entre les cinc lesenes. La cornisa és incorbada i al centre de cada absidiola hi ha una finestra d'obertura simple a l'interior i d'arcs de mig punt.
A l'interior es conserven una pica baptismal i una de beneitera tardogòtiques, i una marededéu gòtica d'alabastre del segle xv.

## Història
El monestir Sant Miquel de Fluvià va néixer com una dependència del de Cuixà, que posseïa aquest indret com a mínim des del 1011, data en què ja existia un petit nucli de població amb la seva església. L'any 1045 es consagrà el terreny on s'havia de construir el nou monestir, cerimònia a la qual assistí Oliba, abat de Cuixà i bisbe de Vic. El 1066 es consagrà l'església, a la qual s'afegí el campanar a principis del segle xii. L'any 1477 el monestir fou unit a Sant Pere de Galligants, junt amb Sant Miquel de Cruïlles. El 1835 fou desamortitzat. Actualment només perviu l'església i alguna resta de les antigues dependències monàstiques. Entre el 1981 i el 1988 es realitzaren algunes intervencions d'impermeabilització; la més important, del 1988, afectà la zona de la torre del segle xii annexa al mur de l'església.